# Concerto per clarinetto e orchestra (Mozart)
Il Concerto per clarinetto e orchestra in La maggiore KV 622 è l'ultima composizione di Wolfgang Amadeus Mozart per strumento solista, scritta nel 1791 due mesi prima di morire.

## Storia
L'ultimo anno della vita di Mozart fu un periodo di intensa attività compositiva. Scrisse La clemenza di Tito e Il flauto magico, il mottetto Ave verum corpus, il Quintetto per archi K 614 e due cantate massoniche. Verso la metà di settembre, al rientro da Praga, iniziò la composizione del Requiem, interrompendolo a tratti per scrivere le ultime parti de Il flauto magico e realizzare la stesura del Concerto per clarinetto che completò in soli dieci giorni e dedicò all'amico Anton Stadler che ne fu il primo esecutore. La prima esecuzione del Concerto avvenne a Praga il 16 ottobre al Teatro Nazionale Nostitz, lo stesso teatro dove era stata rappresentata La clemenza di Tito.
Come nel Quintetto per clarinetto K 581 scritto due anni prima, Mozart scelse un clarinetto di bassetto in La come strumento solista per il concerto per clarinetto. Questo strumento si differenzia dal normale clarinetto in La per l'estensione nel registro basso, che supera di una terza maggiore quella del clarinetto soprano, raggiungendo il do2 invece del mi2. Le note aggiuntive (Do-Do♯-Re-Mi♭) sono anche chiamate note di bassetto.

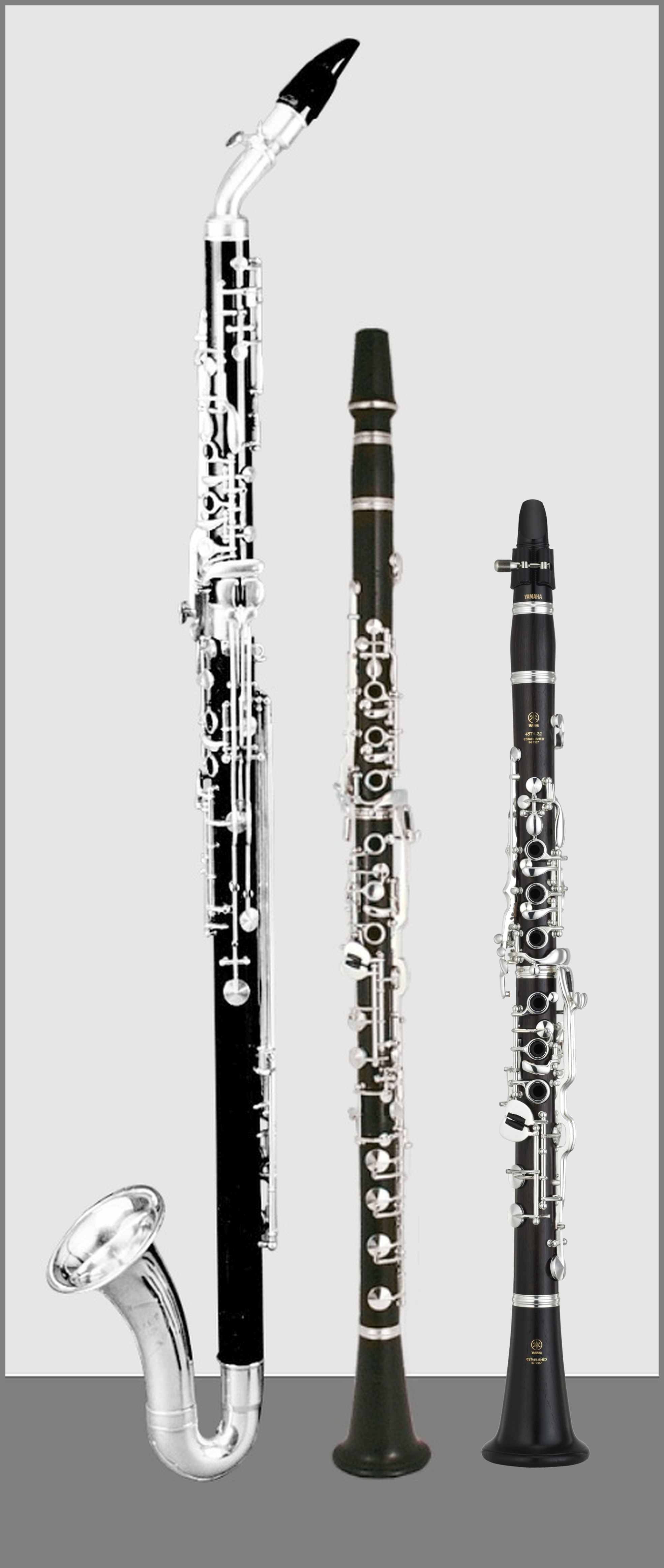
Corno di bassetto, clarinetto di bassetto, normale clarinetto (soprano)

Mozart intendeva originariamente scrivere il concerto in Sol maggiore e per un corno di bassetto accordato in Sol. In un autografo pervenuto, le prime 199 battute si trovano infatti scritte in Sol maggiore. In seguito si decise invece per il La maggiore, influenzato probabilmente dall'amico clarinettista Anton Stadler, che non possedeva un corno di bassetto, ma un clarinetto di bassetto che chiamava Inventions-Klarinette (clarinetto delle invenzioni).
Data la rarità, anche all'epoca, dei clarinetti di bassetto, la parte del clarinetto fu presto trascritta per il comune clarinetto in La. La partitura originale per clarinetto di bassetto è andata perduta. Solo verso la metà del XX secolo alcuni clarinettisti tentarono di ripristinare la versione originale della parte di clarinetto con una serie di passaggi nel basso. Contemporaneamente alcuni costruttori intrapresero la fabbricazione di moderni clarinetti di bassetto.
Entrambe le versioni trovano esecuzione in concerto. Sempre più solisti di fama internazionale usano il clarinetto di bassetto, sia esso uno strumento moderno o la riproduzione di uno strumento storico. Tra gli esecutori che hanno compiuto questa scelta si ricordano Sabine Meyer, Charles Neidich, Martin Fröst, Alessandro Carbonare, Sharon Kam. Alcuni solisti hanno anche registrato il concerto con un clarinetto di bassetto: Antony Pay, Sabine Mayer, Michael Collins, Ernst Ottensamer, e soprattutto una delle esecuzioni memorabili è quella sia al corno di bassetto che al clarinetto analogo del francese Michel Arrignon.
Mozart ha utilizzato il clarinetto in altre due precedenti composizioni strumentali:
- Trio Kegelstatt in Mi bemolle K 498 (1786)
- Quintetto per clarinetto K 581 (1789), anche se quest'ultima composizione è stata scritta per clarinetto di bassetto, adattata solo in seguito per clarinetto in La.

## Descrizione
Il clarinetto, strumento dal suono suadente, si esprime con melodie ora soavi, ora dagli accenti drammatici, ma il tono è sempre pacato. La composizione ha tutte le caratteristiche di musica da camera per il tono familiare e riposto, privo di qualsiasi tipologia di esibizione o sfoggio virtuosistico.
- Il primo movimento è un Allegro e ha un carattere al tempo stesso elegante e gioioso e virtuosistico. Si apre con una breve introduzione strumentale del tema ripreso dal clarinetto con passaggi che mettono in risalto le doti tecniche dello strumento; il notevole lavoro contrappuntistico elabora il tema sottolineandone i passaggi dalle note più gravi a quelle acute. Anche gli altri due temi esposti dal solista giocano su questi passaggi, mettendo in evidenza le particolarità timbriche e sinuose del clarinetto.

- L'Adagio è il secondo movimento, ha un andamento calmo e rilassante, commovente, tanto da evocare la voce umana. Si conclude con una nota lunga di speranza e musicalità. Dei tre movimenti che compongono il concerto, l'Adagio è quello in cui la melodia tocca le vette più alte, raggiungendo momenti di carattere intimo e di struggente malinconia, quasi un voler raggiungere la luce di un universo sereno, lontano da ogni turbamento del vivere.[3]

- Il Rondò Allegro è il terzo e ultimo movimento, è molto spiritoso e vitale. Scritto in 6/8 si presenta nella forma di Rondò dalla grande vivacità ritmica. In più di un passaggio si ritrovano echi del contemporaneo Flauto magico. Il movimento con la sua gioiosità conclude il concerto con un finale movimentato ed allegro..[3]